# 埙
塤（現代標準漢語：xūn/ㄒㄩㄣ；粵語：hyun¹）是一種源於中國的吹奏樂器，距今有3000多年的历史。《史记》称埙乐是“德者之音”。可能是中國先民爲模仿鳥獸叫聲以诱捕猎物而發明，并随着文化進步而发展为乐器。
其大小、颜色、纹饰、音域各异，部份埙的形状与陶笛类似，但没有陶笛的哨口，演奏者可转动埙以改變音调。

## 历史
埙是中国最古老的吹奏乐器之一，约有七千年的历史，音色朴拙抱素独为地籁，被认为是乐器中最接近道家天籁的。在世界原始艺术史中占有重要地位。
被認為最原始的陶埙出土於河姆渡遗址和仰韶遗址，均只有吹孔，而无音孔。文獻記載，夏代的埙有3个音孔，可吹出4声音列。商代的埙有陶制、石製和骨製，多数为平底卵形。战国时期的埙可有5个音孔，多數為平底卵形。秦漢以后，埙主要用于历代宫廷雅乐。
现代的中國埙增加到了8至11个音孔。

## 制作
取纯净、不带砂石杂质的黏土，将黏土加上清水，反复绞拌揉揣，和成软硬适中的泥块，经捏坯、整形、开孔、磨光和煅烧即成塤。一般孔數為八孔與十孔，常見形狀為梨形、筆筒型。 
除了传统的卵形埙，还有葫芦埙、握埙、鸳鸯埙、子母埙、牛头埙等多种类型。

## 演奏技法
- 吹法
以古制6孔埙为例，以下列技巧可吹奏出26个音，包括2个八度内的全部半音和1个泛音。
  - 手指按全孔
  - 叉口按指
  - 平吹
  - 俯吹
- 指法
  - 颤音
  - 打音
  - 抹音
- 棠湖壎譜

## 发声原理与指法
埙作为宫廷雅乐，自清朝起就開始淡出人们的视线。随着20世纪七八十年代考古发掘中埙的出土，人们重新燃起了对这一古老乐器的热情，埙的指法、制作工艺及演奏技巧上都得到了改进。
埙的发声原理是通过音孔控制埙腔内空气团的体积大小，进而使其发出不同频率的声音，故而开孔的位置、顺序都比较随意。有按照传统五声音阶开孔的八孔和十孔埙，也有使用半音阶开孔的，也有为了方便初学者使用一些常用半音而在全音阶音孔基础上加半音孔的。
埙目前常见的指法有顺开指法和交叉指法，而按照音的高低排布又分左起指法和右起指法。

## 图集

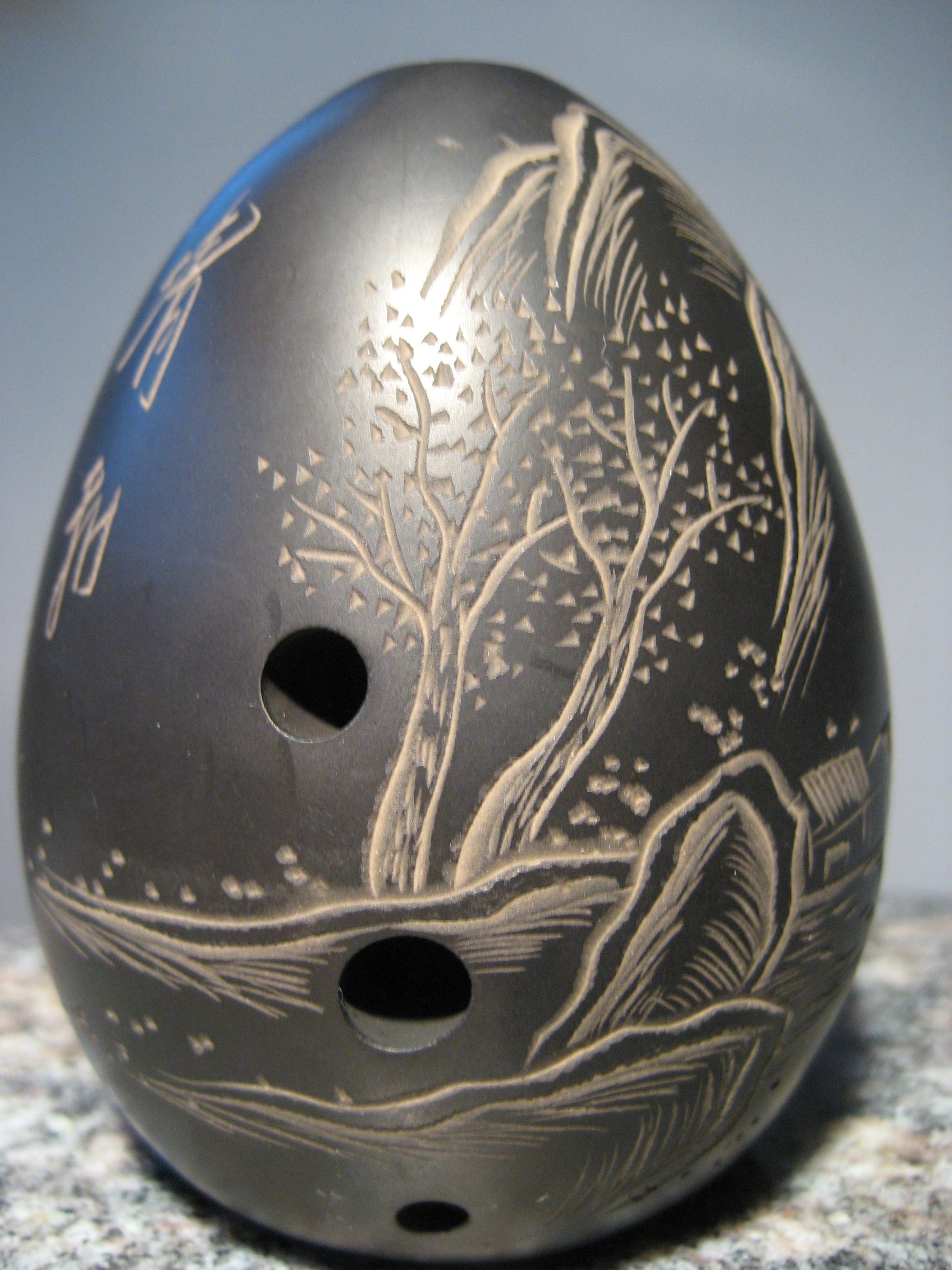
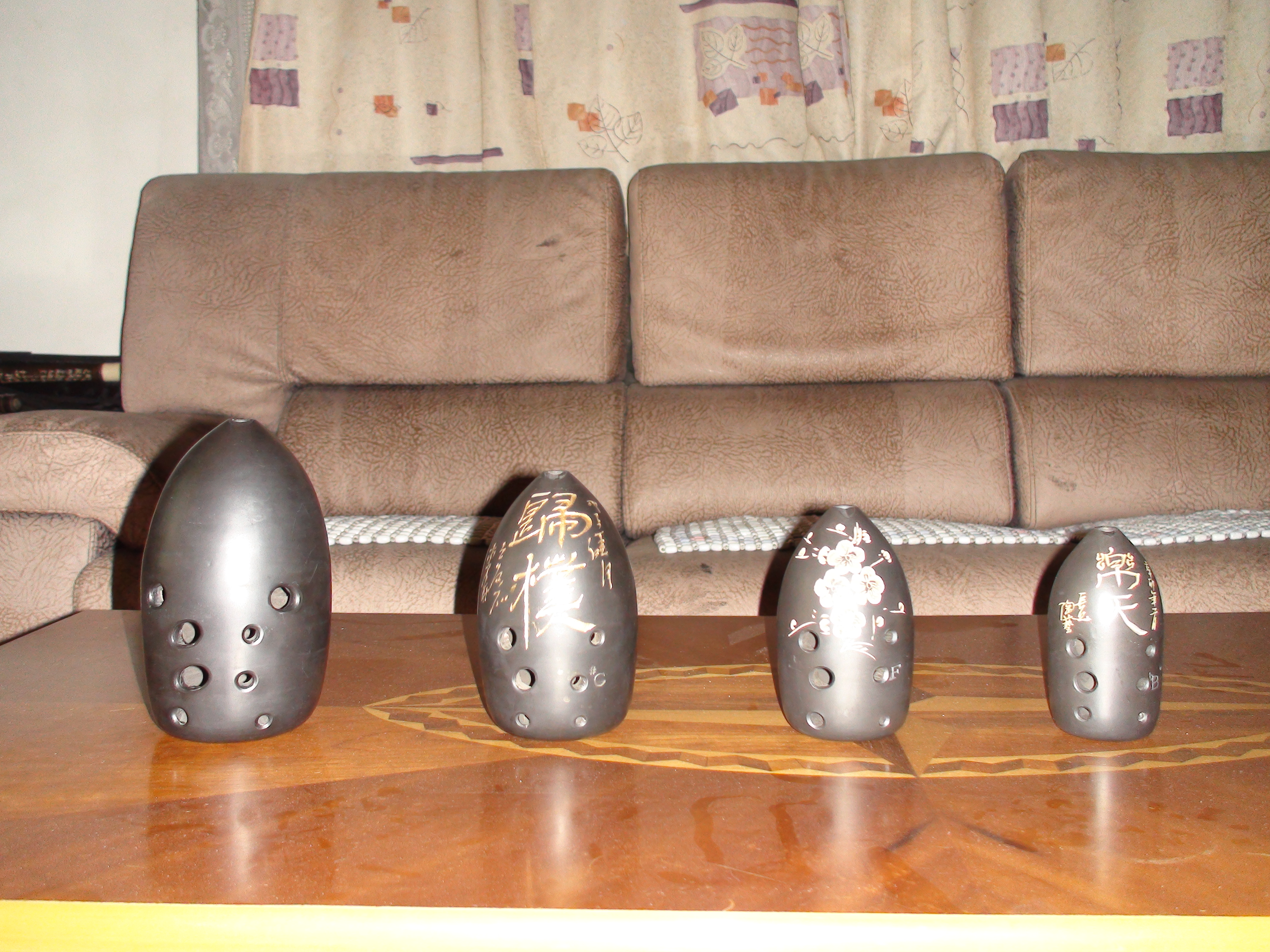
正面
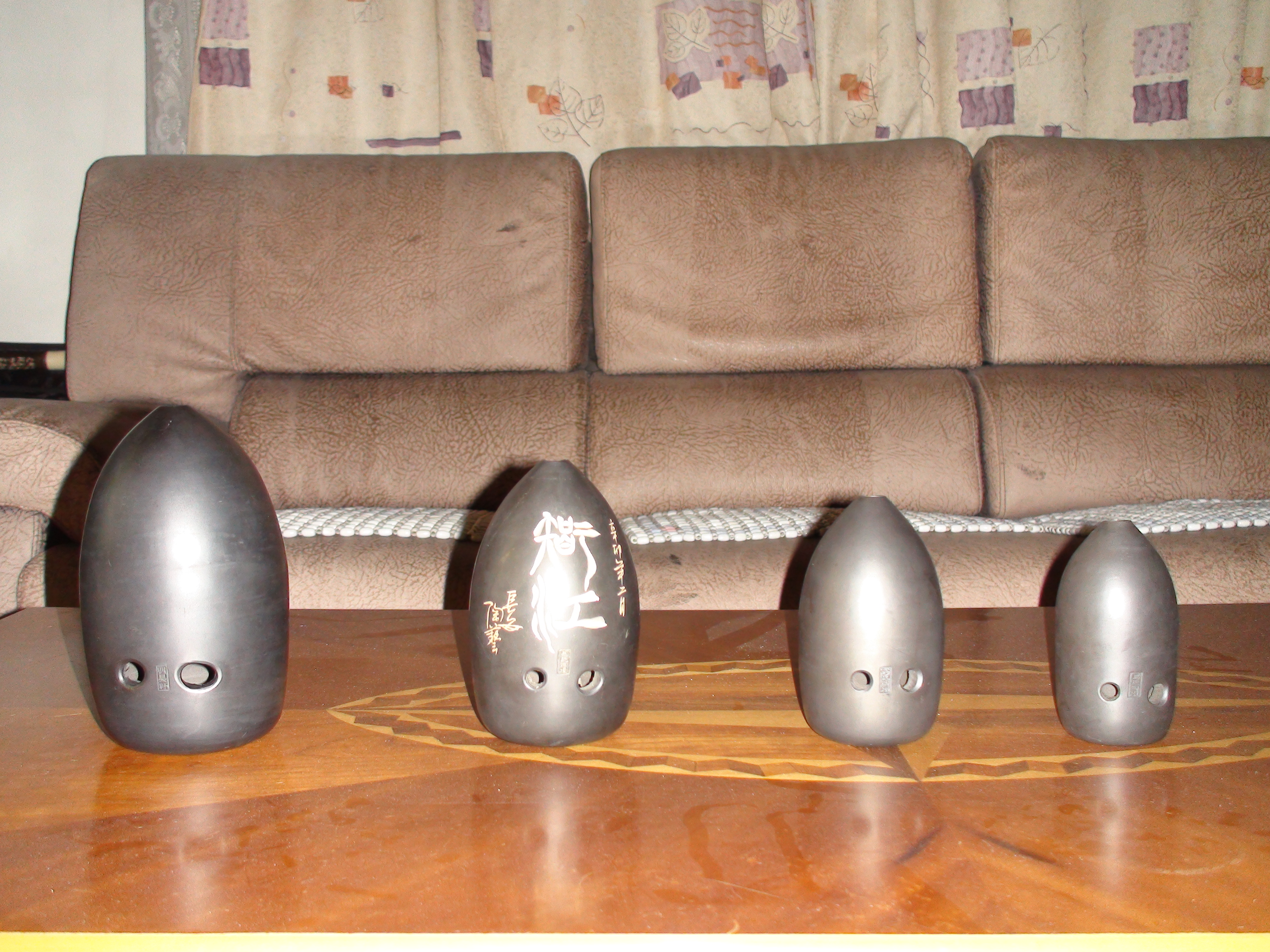
背面

## 延伸阅读
[在维基数据编辑]
 《欽定古今圖書集成·經濟彙編·樂律典·壎部》，出自陈梦雷《古今圖書集成》